# Villa San Agustín
Villa San Agustín, San Agustín de Valle Fértil o San Agustín es la ciudad cabecera, asiento de actividades institucionales y autoridades gubernamentales del departamento Valle Fértil. Está ubicada al centro de la unidad administrativa, a 250 km en dirección noreste de la ciudad de San Juan y en el centro este de la provincia homónima, en la República Argentina.
San Agustín fue fundada el 4 de abril de 1776 por Pedro Pablo de Quiroga. La misma presenta un área urbana concentradora de las principales edificaciones de tipo institucional y administrativas (municipalidad) del departamento Valle Fértil, donde el modo de vida rural y urbano poseen una cierta combinación, cuya economía se centra, por mayoría, en la prestación de servicios para turistas, principalmente en lo referente a alojamiento, cuyo destino, en forma predominante es el Parque Provincial Ischigualasto.
Sus vías de acceso principales son las rutas provinciales 510, 511 y la flamante Ruta 150 que forma parte del Corredor Bioceánico.

## Fundación
Hasta el siglo XVI el territorio cuyano estaba poblado por comunidades indígenas, entre las que se encontraban los Huarpes, los Capayanes, los Olongastas y los Yacampis (grupo diaguitas de La Rioja).
Acta de fundación de la Villa de San Agustín 

“Por disposición Junta de Poblaciones de Chile se encarga al Cabildo de la Ciudad de San Juan de la Frontera que ratifique la comisión a Don Pedro Pablo Quiroga para que funde en el paraje de la iglesia, la villa San Agustín de Jáuregui.. 18 de abril de 1776, Ratificada por el Gobernador de Córdoba Marqués de Sobremonte – 25-8-1786, cumplimentada don Pedro Pablo de Quiroga que dispuso entrega de tierras de acuerdo a su real entender”... “Ítem 1 – Solares para la construcción de la Parroquia, Cementerio, Habitación Cura, Plaza, Cárcel y Alcaldía”. Ítem 2 – Tierras a alcaldes Dn. P. Yubel y Pedaneo – J.J. Quiroga, Capitán Isidro Jofré,.... Y un total de 138 adjudicatarios. Fdo. Capitán: Pedro Pablo de Quiroga 4 de abril - 1788

## Geografía

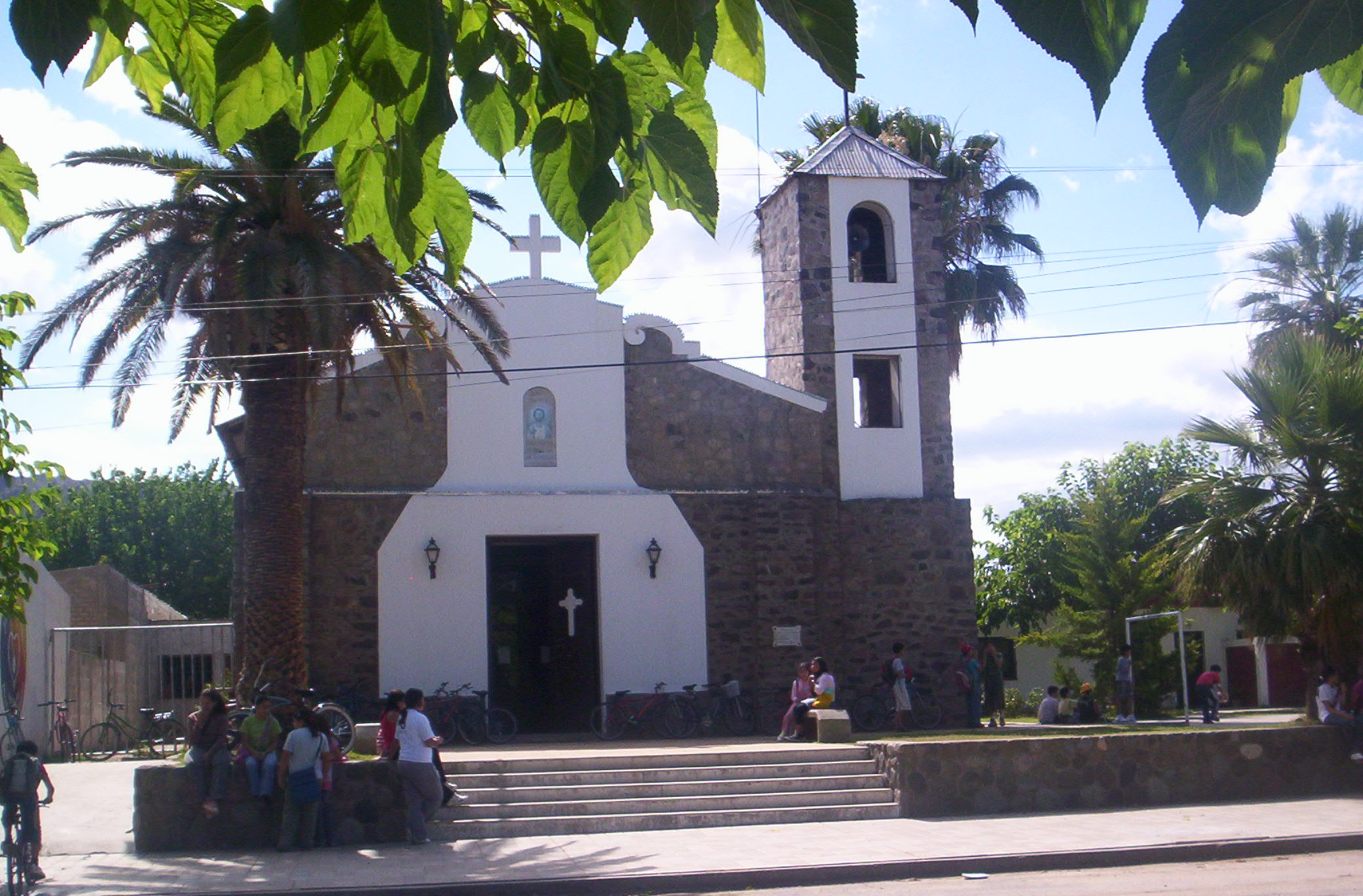
Iglesia de San Agustín.

San Agustín del Valle Fértil se encuentra ubicada al noreste a 250 kilómetros de la ciudad de San Juan, al este de la Provincia de San Juan, el Departamento de Valle Fértil se halla recostado sobre la ladera oriental de las Sierras Pampeanas; y a lo largo del valle tapizado por una abundante vegetación de gran variedad y belleza, ofrece un panorama distinto al del resto del contexto de provincia

### Clima

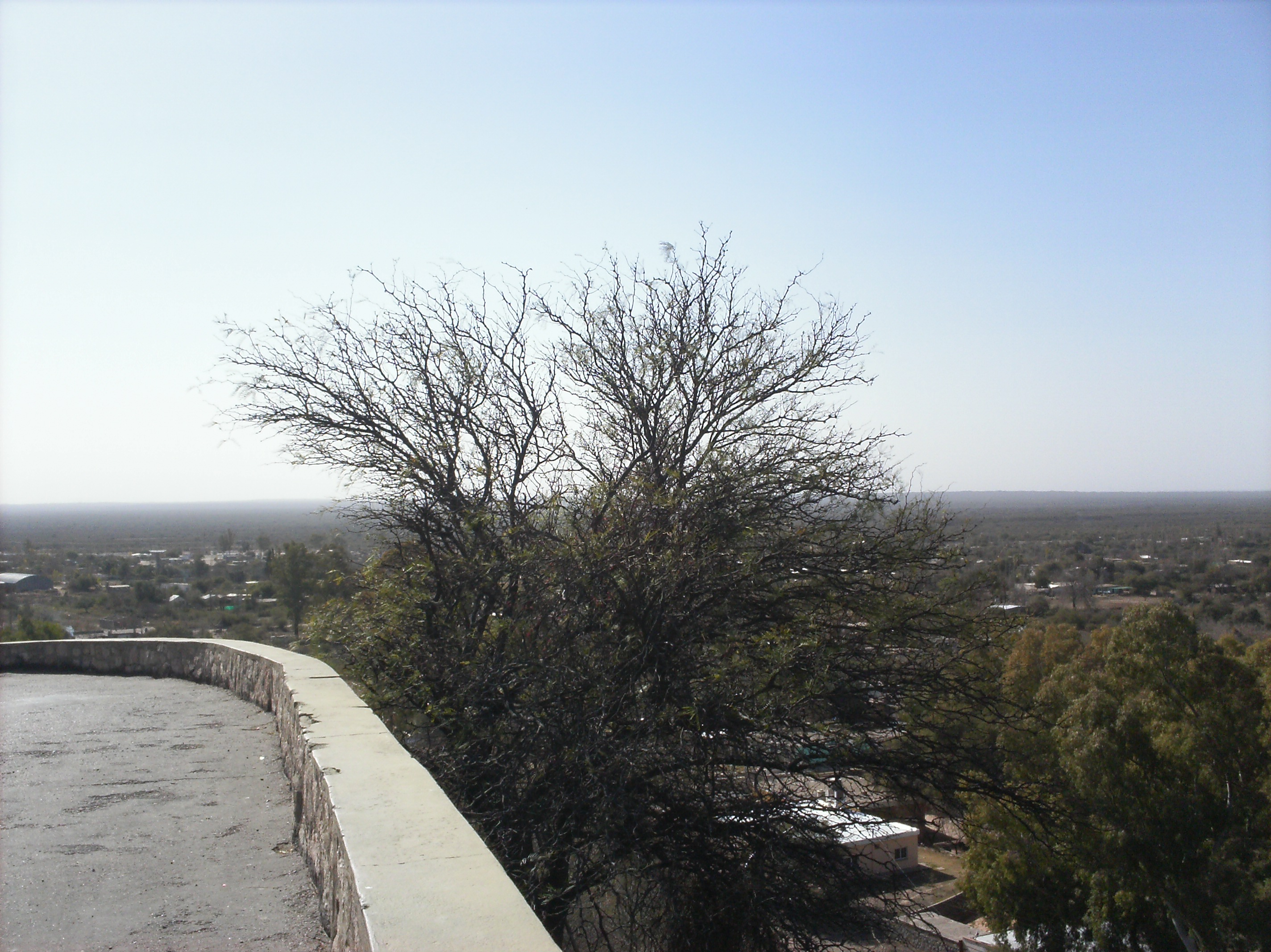
Vista panorámica de la villa

El clima es semiárido con promedios de temperaturas moderadas. Tiene una gran cantidad de lluvias promedio y el verano se caracteriza por su heliofanía.

### Flora y Fauna
Hay cardones (algunos de gran tamaño), además algarrobos, jarillas, retamos, chañares, breas, zampas, chilca, cortadera y muérdago entre otros.

### Población
Cuenta con 3,900 habitantes (Indec, 2001), lo que representa un incremento del 33,2% frente a los 2,928 habitantes (Indec, 1991) del censo anterior.

### Sismicidad
La sismicidad del área de Cuyo (centro oeste de Argentina) es frecuente y de intensidad baja, y un silencio sísmico de terremotos medios a graves cada 20 años en distintas áreas aleatorias.
Terremoto de Caucete 1977el 23 de noviembre de 1977, la región fue asolada por un terremoto y que dejó como saldo lamentable algunas víctimas, y un porcentaje importante de daños materiales en edificaciones.
Sismo de 1861aunque dicha actividad geológica catastrófica, ocurre desde épocas prehistóricas, el terremoto del 20 de marzo de 1861 señaló un hito importante dentro de la historia de eventos sísmicos argentinos ya que fue el más fuerte registrado y documentado en el país. A partir del mismo la política de los sucesivos gobiernos mendocinos y municipales han ido extremando cuidados y restringiendo los códigos de construcción. Y con el terremoto de San Juan de 1944 del 15 de enero de 1944 (81 años) el gobierno sanjuanino tomó estado de la enorme gravedad sísmica de la región.
El Día de la Defensa Civil fue asignado por un decreto recordando el sismo que destruyó la ciudad de Caucete el 23 de noviembre de 1977, con más de 40.000 víctimas sin hogar. No quedaron registros de fallas en tierra, y lo más notable efecto del terremoto fue la extensa área de licuefacción (posiblemente miles de km²).
El efecto más dramático de la licuefacción se observó en la ciudad, a 70 km del epicentro: se vieron grandes cantidades de arena en las fisuras de hasta 1 m de ancho y más de 2 m de profundidad. En algunas de las casas sobre esas fisuras, el terreno quedó cubierto de más de 1 dm de arena.

## Turismo

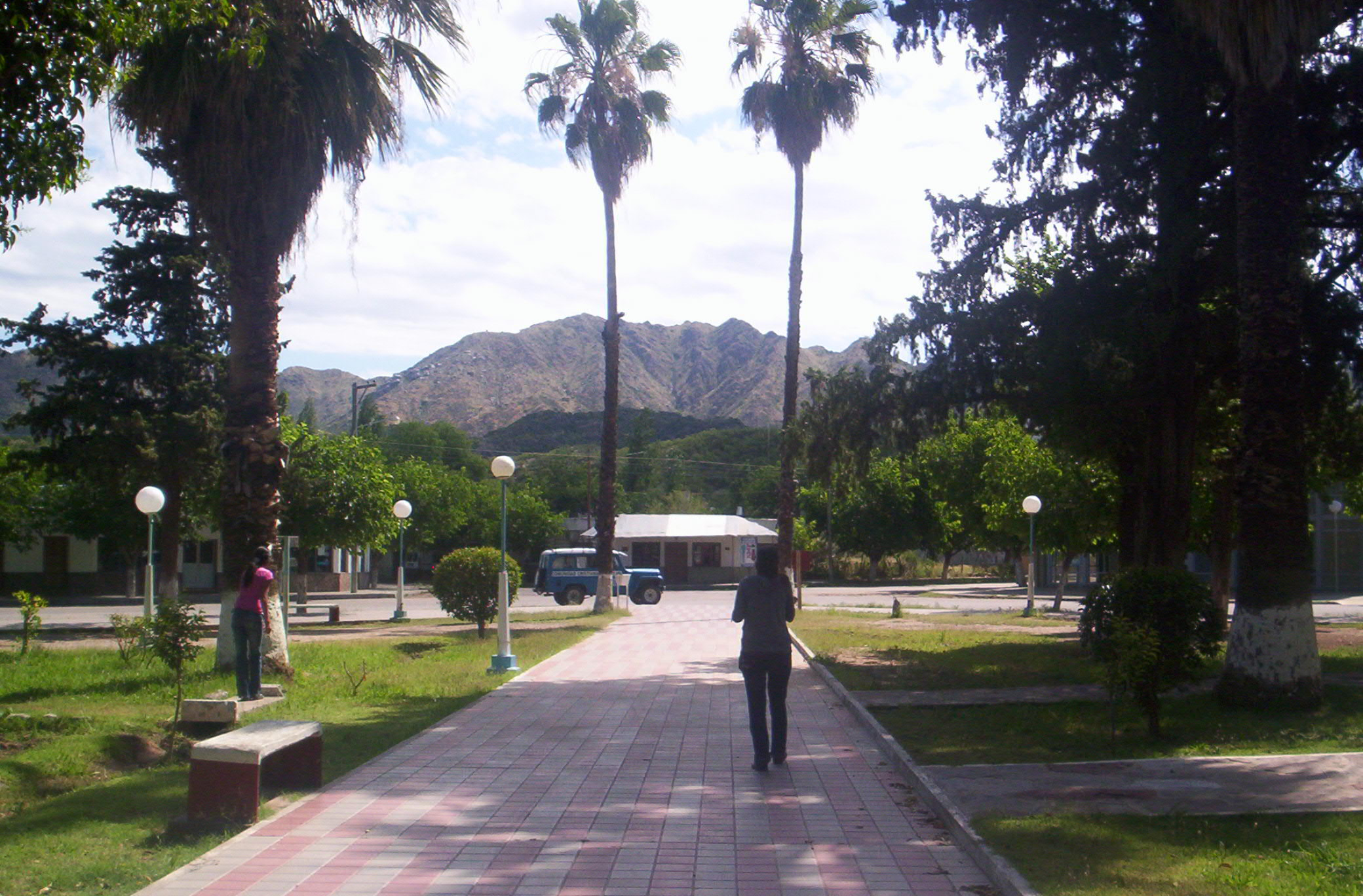
Plaza principal de San Agustín.

San Agustín es uno de los principales atractivos de la provincia, destacándose por ser un lugar apropiado para el descanso, en medio de un ambiente tranquilo al pie de la sierra. Hay también un lago artificial en el que se practican la pesca y varios deportes náuticos. También se pueden hacer excursiones a las sierras, senderismo, cabalgatas, safaris fotográficos, observación de aves, etc. Valle Fértil ha sido documentalizada por el director de cine Jorge Preloran.
Localizada al pie de las Sierras de Valle Fértil, con una disposición de las calles en damero presenta una infraestructura moderna para la atención de los visitantes. El paisaje que domina a su alrededor es serrano con una abundante vegetación.
Es posible la práctica de la pesca, en el Embalse San Agustín donde abunda el pejerrey. La villa posee la infraestructura necesaria para la atención de los turistas y visitantes que decidan permanecer algunos días en la zona. La Piedra Pintada, la Meseta Ritual y el conjunto de los morteros indígenas, representan un atractivo adicional para toda persona interesada en las culturas nativas del lugar. Las artesanías tradicionales en cuero, tela y madera también podrán ser admiradas en la localidad de La Majadita, en cercanías de San Agustín. Desde la villa se pueden encarar diferentes paseos: al Parque Provincial Ischigualasto, al Parque nacional Talampaya y a la El Chiflón (en la vecina Provincia de La Rioja), a las tres sierras de Valle Fértil, a los olivos históricos de La Mesada y a las ruinas jesuitas de Las Tumanas.

## Parroquias de la Iglesia católica en Villa San Agustín
| Arquidiócesis | San Juan de Cuyo                         |
| ------------- | ---------------------------------------- |
| Parroquia     | San Agustín y Nuestra Señora del Rosario |